# إبراهيم بن سليمان بن علي
إبراهيم بن سُليمان بن علي بن مُشرف النَّجْدي الحنبلي (وُلد في 1070 هـ – تُوفي في 1141 هـ) عالم فقيه حنبلي المذهب، وهو عمّ محمد بن عبد الوهاب وأخ عبد الوهاب بن سليمان وأصغر أبناء والديه.

## نسبه
إِبرَاهِيمَ بنُ سُلَيْمَانَ بنِ عَلِيٍّ بنِ مُحَمَّدِ بنِ أَحمَدَ بنِ رَاشِدٍ بنِ بُرَيدِ بنِ مُحَمَّدِ بنِ بُرَيدِ بنِ مُشَرِّفٍ بنِ عُمَرَ بنِ مِعضَادَ بنِ رَيِّسَ بنِ زَاخِرٍ بنِ مُحَمَّدِ بنِ عَلوِيٍّ بنِ وَهِيبَ بنِ قَاسِمَ بنِ مُوسَى بنِ مَسعُودٍ بنِ عُقبَةَ بنِ سُنَيعٍ بنِ نَهشَلَ بنِ شَدَّادَ بنِ زَهِيرَ بنِ شِهَابَ بنِ رَبِيعَةَ بنِ أَبِي سَودٍ بنِ مَالِكَ بنِ حَنظَلَةَ بنِ مَالِكَ بنِ زَيدَ مَنَاةَ بنِ تَمِيمَ بنِ مُرَّ بنِ أُدُّ بنِ طَابِخَةَ بنِ إِليَاسَ بنِ مَضَرَ بنِ نِزَارَ بنِ مَعدُ بنِ عَدنَانٍ.

## حياته
ولد إبراهيم بن سليمان سنة 1070 هـ في بلدة العيينة وكان والده قاضيها وعالم بلدان نجد على الإطلاق، وكانت العيينة في ذلك الوقت في أوج عزها بإمارة آل معمر وكان فيها الفقهاء والعلماء، توجهت همته إلى الفقه وانصرف إليه بكليته فحصل واستفاد وأفاد وكتب من كتب الفقه شيئا كثيرا بيده وخطه حسن مضبوط وقد ولّي لقضاء في بلدة أشيقر توفي سنة 1141 هـ.
كان له ابنٌ واحد اسمه عبد الرحمن (تُوفي سنة 1206 هـ)، انقطع عقبه ولم يبق له عقب إلا من قِبل  محمد وسليمان ابنا أخيه عبد الوهاب.